# Mónika Sánchez
Mónika Sánchez (ur. 3 grudnia 1974) – meksykańska aktorka filmowa i telewizyjna.

## Wybrana filmografia
- 2014: Kotka jako Gisella Cienfuegos
- 2012-2013: Prawdziwe uczucie jako Cristina Corona de Arriaga / Cristina Balvanera Corona de Arriaga
- 1999-2000: Labirynt namiętności jako Nadia Casanova Guzmán
- 1999: Daniela i przyjaciele jako Elena Ruiz

### Premios TVyNovelas
| Rok  | Kategoria              | Telenowela           | Wynik     |
| ---- | ---------------------- | -------------------- | --------- |
| 2005 | Najlepsza antagonistka | Apuesta por un amor  | Nominacja |
| 2000 | Najlepsza antagonistka | Labirynt namiętności | Wygrana   |